# Рапке, Джек
Джек Рапке (англ. Jack Rapke) — американский кинопродюсер, который работал над такими фильмами как фильм 2000 года режиссёра Роберта Земекиса «Изгой». Он является одним главарей компании ImageMovers, наряду со Стивом Старки и Земекисом.

## Фильмография
- Что скрывает ложь / What Lies Beneath (2000)
- Изгой / Cast Away (2000)
- Великолепная афера / Matchstick Men (2003)
- Полярный экспресс / The Polar Express (2004)
- Дом-монстр / Monster House (2006)
- Последний отпуск / Last Holiday (2006)
- Беовульф / Beowulf (2007)
- Рождественская история / A Christmas Carol (2009)
- Тайна красной планеты / Mars Needs Moms (2011)
- Живая сталь / Real Steel (2011)
- Борджиа / The Borgias (2011)
- Экипаж / Flight (2012)
- Прогулка / The Walk (2015)